# Schefflera jauaensis
Schefflera jauaensis är en araliaväxtart som först beskrevs av Maguire, Steyerm. och David Gamman Frodin, och fick sitt nu gällande namn av David Gamman Frodin. Schefflera jauaensis ingår i släktet Schefflera och familjen araliaväxter. Inga underarter finns listade.